# Ciudad del Carmen
Ciudad del Carmen (Yucateeks Maya: T-Xiib) is een stad op het eiland Isla del Carmen in de Mexicaanse staat Campeche. Ciudad del Carmen heeft 154.197 inwoners (census 2005) en is de hoofdplaats van de gemeente Carmen.
De stad was oorspronkelijk een nederzetting van (voornamelijk Engelse) piraten, doch dezen werden in 1717 door de Spanjaarden onder Alonso Felipe de Andrade verjaagd. De stad viel aanvankelijk onder de staat Tabasco, maar in 1863 werd het overgedaan aan Campeche. De stad begon fors te groeien toen in de jaren 70 even uit de kust het Cantarellolieveld werd ontdekt, en tegenwoordig is het een van de centra van de Mexicaanse olie-industrie. In 1994 werd Ciudad del Carmen door middel van een brug met het vasteland verbonden.